# Geoffrey Douglas Madge
Geoffrey Douglas Madge (Adélaïde, 3 octobre 1941) est un pianiste et compositeur australien.

## Biographie
Madge étudie le piano dès ses huit ans, puis avec Clemens Leski au conservatoire d'Adélaïde jusqu'en 1959. De 1959 à 1963, il est membre d'un trio avec piano et la même année, remporte le concours concerto et vocal de l'ABC (Sydney). Il se perfectionne en Europe avec Eduardo del Pueyo à Bruxelles, Géza Anda à Lucerne et Péter Sólymos en Hongrie (1967) et joue à Londres, Cologne, Budapest et Amsterdam.
En 1971, il est nommé au Conservatoire de La Haye et se fait la réputation de jouer le répertoire moderne et peu joués : Mossolov, Obouhov, Roslavets, Lourié, Alexandrov et Wyschnegradsky. En 1979, il donne la première représentation complète des 32 Pièces pour piano de Nikos Skalkottas ainsi que quatre études. En 1975, il donne à Athènes les pièces de Xenakis, Herma, Evryali et Synaphai.
Madge joue des œuvres longues et difficiles, notamment l’Opus clavicembalisticum de Sorabji, l'une des plus longues et des plus difficiles compositions jamais écrit pour le piano, et qu'il enregistre deux fois. En 1982, à Utrech, cinquante deux ans après la première exécution publique par le compositeur lui-même, Madge donne la seconde exécution publique de l'œuvre : le concert commence à 20 h 15 et s'achève le lendemain à 12 h 45... Il répète l'exploit à Chicago et Bonn.
Sa puissance technique est étonnante et sans doute inégalée. Son répertoire étendu de la musique moderne (Ives, Sorabji, Boulez, Stockhausen, Wolpe, Barraqué, Bussotti, Xenakis, etc.) n'a aucun concurrent qui ait réuni autant d'œuvres importantes.
En tant que compositeur, Madge est un autodidacte. Il est l'auteur d'une sonate pour alto et piano (1963), d'une sonatine pour violon et piano (1966), d'un ballet, Monkeys in a Cage (créé à Sydney en 1977), trois mouvements pour piano (1979) et d'un concerto pour piano créé à Amsterdam en 1980).

## Discographie
- Bach/Busoni, Chorals ; Toccata, adagio et fugue en ut, ; Prélude et fugue en mi-bémol majeur (1990, 2CD Dante PSG 9011) (OCLC 26293509)
- Busoni, Œuvres pour piano (concerts 1987, 6CD Philips Classics 420 740-2) (OCLC 25710120)
- Flynn, Derus simples, pour piano (18 mars 1997, Southport) (OCLC 51330896)
- Godowsky, 53 études d'après Chopin (1989, Dante PSG 89 03/04) (OCLC 780620561)
- Medtner, Concertos pour piano nos 1 à 3, Sonate en sol mineur ; Sonata reminiscenza ; Sonata tragica - Artur Rubinstein Philharmonic Orchestra, dir. Ilya Stupel (octobre 1991, 2CD BIS) (OCLC 49940169)
- Mitropoulos, Griechische Sonate ; Reubke, Sonate (mars 1991, Dante) (OCLC 26116964)
- Skalkottas, Concerto pour piano no 1 - Iceland Symphony Orchestra, dir. Nikos Christodoulou (décembre 1998, BIS CD-1014) (OCLC 43369618)
- Skalkottas, Concerto pour piano no 2 - Orchestre symphonique de la BBC, dir. Nikos Christodoulou (20-22 avril 2004 - SACD Bis SACD-1484)
- Skalkottas, Concerto pour piano no 3 - Caput Ensemble, dir. Nikos Christodoulou (6/12 novembre 2002 - BIS CD-1364)
- Sorabji, Opus clavicembalisticum (3CD BIS CD-1062-64)
- Wolpe, Pièces pour piano (1988, CPO) (OCLC 421407729)